# Eddie Lewis
Edward "Eddie" James Lewis (Cerritos, Kalifornia, 1974. május 17. –) amerikai labdarúgó, aki jelenleg a Derby County csapatában játszik.

## Pályafutása

### A kezdetek
Lewis főiskolai szinten az UCLA Bruins játékosa volt, 1995-ben ő lett a házi gólkirály. A következő évben leigazolta a San Jose Clash, ahol második szezonjában alapemberré vált. Korábban csatárként játszott, de profi karrierje kezdetén visszalépett a középpályára. A Clashnél töltött ideje alatt 115 meccsen szerepelt, 9 gólt lőtt és 35 gólpasszt adott. 1999-ben bekerült az MLS (amerikai élvonal) álomcsapatába.

### Fulham
2000-ben Lewis Angliába került, az akkor másodosztályú Fulham igazolta le. Három évet töltött itt, de nem jutott sok lehetőséghez, különösen utolsó évében, amikor a csapat feljutott a Premier League-be. A 2001/02-es szezonban mindössze egy meccsen kapott szerepet, az évad végén, amikor már nem volt tét.

### Preston North End
Lewis következő állomása a Preston North End volt, ahol szintén három évet töltött el és állandó kezdőnek számított. 111 bajnoki meccsen léphetett pályára és 15 találatig jutott.

### Leeds United
2005 júniusában Lewis ingyen került a Prestontól a Leedshez. Az Elland Roadon töltött ideje alatt végig remekül teljesített. A szurkolók szemében pontrúgás-specialista volt, gyönyörű gólokat szerzett a Burnley és a Preston ellen szabadrúgásból. 2006-ban szerette volna leigazolni a Wolverhamtpon Wanderers, de Leeds elnöke visszautasította az ajánlatot. A 2006/07-es szezonban Lewis gyakran játszott balhátvédként is.
A United hivatalos újsága, a "Leeds, Leeds, Leeds" ebben az időben megjelent száma azt állította, hogy Lewis szívesen maradna a csapatnál akkor is, ha az kiesik a harmadosztályba. Az évad végén őt választották a Leedsnél az év legjobbjának, ami előtte csak három nem brit játékossal fordult elő.

### Derby County
Lewis szerződése 2007 nyarán lejárt a Leedsnél, ami után a Derby County játékosa lett. 2007. november 10-én öngólt szerzett a West Ham ellen a Premier League-ben.

## Válogatott
Lewis 1996-ban mutatkozhatott be az amerikai válogatottban Peru ellen. Sok állandó válogatott játékos nem volt hajlandó vállalni a játékot ezen a meccsen, mivel nem voltak megelégedve fizetésükkel. Fontos szerep hárult rá a 2002-es vb-n.
2005-ben Lewis úgy döntött, hogy a válogatottban ezentúl balhátvédként játszik, mivel a középpályás posztért vívott versengésben nehezen tudta felvenni a versenyt DaMarcus Beasley-vel. A 2006-os VB-n is szerepelt.